# Аксенгір (Жамбильський район)
Аксенгі́р (каз. Ақсеңгір) — село у складі Жамбильського району Алматинської області Казахстану. Адміністративний центр Аксенгірського сільського округу.
Населення — 2307 осіб (2021; 1607 у 2009, 1395 у 1999, 1345 у 1989).